# Георгий (Странский)
Архиепископ Георгий (чеш. Arcibiskup Juraj, в миру Рудольф Йиржи Странский, чеш. Rudolf Jiři Stránský; 19 октября 1979, Есеник, Оломоуцкий край) — епископ Православной церкви Чешских земель и Словакии, архиепископ Михаловский и Кошицкий.

## Биография
В 1993—1994 годах получил семинарское образование в Епархиальном духовном училище святого Горазда в Оломоуце.
В возрасте пятнадцати лет был пострижен в чтеца кафедрального собора святого Горазда в Оломоуце.
В 1999 году закончил английскую секцию специализированной Филологической гимназии в Оломоуце-Гейчине.
14 марта 2004 года епископом Оломоуцким и Брненским Симеоном (Яковлевичем) рукоположён во диакона. Служил кликом православной церкви в Простейове в Моравии.
2 января 2005 года митрополитом Фессалоникийским Анфимом (Руссасом) рукоположён во священника. Служил в храме святого Николая в Праге-Бубенце, где в течение долго времени замещал болевшего священника.
8 апреля 2007 года в Киккском монастыре на Кипре пострижен в мантию митрополитом Морфским Неофитом (Масурасом) в присутствии архиепископа Пражского, митрополита Чешских земель и Словакии Христофора.
В июне 2007 года получил высшее богословское образование (магистр) в Украинской богословской академии свв. Кирилла и Мефодия в Ужгороде, где защитил магистерскую работу на тему «Проблематика так называемого „новомученичества“ в греческой культурной среде во время турецкого владычества в восточном Средиземноморье».
15 июля 2007 года принят в клир Михаловской епархии и назначен управляющим епископской домовой церковью на епархиальном управлении (Úrad Michalovsko-košickej pravoslávnej eparchie) в Михаловце.
1 сентября 2007 года на Епархиальном собрании Михаловской епархии архимандрит Георгий был избран новым епископом.
30 сентября 2007 года в кафедральном соборе города Михаловце хиротонисан во епископа Михаловского. Хиротонию совершили: митрополит Чешских земель и Словакии Христофор, митрополит Сервийский и Козанский Павел (Папалексиу) (Элладская Православная Церковь), митрополит Тамасский Исаия (Киккотис) (Кипрская Православная Церковь), архиепископ Прешовский Иоанн (Голонич), архиепископ Оломоуцкий и Брненский Симеон (Яковлевич), епископ Тамбовский и Мичуринский Феодосий (Васнев) (Московский Патриархат) и Мукачевский и Ужгородский Агапит (Бевцик) (Московский Патриархат).
Закончил также специальности «англистика-американистика» и «тюркология» на Философском факультете Карлова университета.
10 февраля 2009 года издал пастырское обращение, в котором предписал всем общинам Михаловской епархии отмечать Пасху и все связанные с ней праздники по восточной пасхалии (ранее некоторые приходы придерживались западной пасхалии)..
19 февраля того же года епархиальный совет изменил название Михаловской епархии на Михаловско-Кошицкую, храм в городе Кошице получил статус 2-го кафедрального собора епархии. 21 февраля 2009 года митрополитом Чешских земель и Словакии Христофором возведен в сан архиепископа.
11-16 декабря 2009 года принял участие в Межправославной подготовительной комиссии для очередного Всеправославного предсоборного совещания.
10 мая 2013 года вместе с игуменом Михаилом (Дандаром) и архимандритом Марком (Крупицей) выдвинут на пост архиепископа Пражского, однако Священный Синод утвердил только кандидатуры Михаила (Дандара) и Марка (Крупицы).
19 октября того же года на епархиальном собрании в соборе св. Кирилла и Мефодия Праге, чешские православные священники должны были выбрать архиепископа Пражского. На высокий пост претендовали архиепископ Михаловицкий и Кошицкий Георгий (Странский) и иеромонах Дорофей (Рапцун). В выборах участвовало рекордное количество делегатов — 116 человек. В пятом туре иеромонах Дорофей предложил всем, кто за него голосовал, отдать свои голоса архиепископу Георгию, даже после этого архиепископ Георгий набрал всего 61 голос, но их все равно не было достаточно для победы: ценз составлял — 76 голосов.
В октябре 2015 года в Шамбези возглавлял делегацию Чехословацкой православной церкви во время Пятого Всеправославного предсоборного совещания.

## Награды
- Орден преподобного Сергия Радонежского II степени (Русская Православная Церковь, 26 августа 2016 года)[9]